# Vaugrigneuse
Vaugrigneuse  [voɡʁiɲøz] je francouzská obec v departementu Essonne v regionu Île-de-France. V obci se nachází kostel svaté Máří Magdalény.

## Poloha
Obec Vaugrigneuse se nachází asi 33 km jihozápadně od Paříže. Obklopují ji obce Briis-sous-Forges na severu a na severovýchodě, Courson-Monteloup na východě, Saint-Maurice-Montcouronne na jihovýchodě, Le Val-Saint-Germain na jihu, Angervilliers na jihozápadě a Forges-les-Bains na západě a severozápadě.

## Vývoj počtu obyvatel
Počet obyvatel